# Mughiphantes setosus
Mughiphantes setosus Tanasevič & Saaristo, 2006 è un ragno appartenente alla famiglia Linyphiidae.

## Etimologia
Il nome proprio della specie deriva dall'aggettivo latino setosus, -a, -um, dal significato di sericeo, setoso, e si riferisce alla quantità cospicua di seta che ricopre la patella del pedipalpo dell'esemplare esaminato

## Caratteristiche
Gli esemplari maschili hanno lunghezza totale 1,88 mm; il cefalotorace è lungo 0,88 mm x 0,65 mm ed ha molte peculiarità in comune con Mughiphantes inermus.

## Distribuzione
La specie è stata rinvenuta nel Nepal: l'olotipo maschile è stato reperito nel bosco misto di latifoglie fra Kabeli Khola e Tada Khola, nel Distretto di Taplejung, a 1000 metri di altitudine; non sono stati rinvenuti esemplari femminili

## Tassonomia
Al 2013 non sono note sottospecie e non sono stati esaminati nuovi esemplari dal 2006.